# 自動筆
自動筆可以指：
- 自動鉛筆
- 自動簽名機